# Mégalure brune
Cincloramphus cruralis
Espèce
Synonymes
- Cincloramphus cantatoris Gould, 1843[1]
- Cincloramphus cruralis clelandi Mathews, 1912[1]
- Cincloramphus cruralis rogersi Mathews, 1912[1]
- Cinclorapmphus cantillans Gould, 1847[1]
- Megalurus cruralis Vigors & Horsfield, 1827[1]

Statut de conservation UICN

 LC  : Préoccupation mineure
La Mégalure brune est une espèce de passereaux de la famille des Locustellidae endémique de l'Australie où elle est présente sur une large partie du territoire. L'espèce se distingue par l'importante différence de taille induite par le dimorphisme sexuel qui est parmi les plus prononcées de tous les oiseaux. C'est un oiseau de taille moyenne au plumage assez quelconque : la femelle est brune sur le dessus, plus pâle sur le dessous, le mâle est d'un brun plus foncé.

## Taxinomie
La Mégalure brune est décrite par Nicholas Aylward Vigors et Thomas Horsfield en 1827 sous le nom de Megalurus cruralis. John Gould déplace l'espèce dans le genre Cincloramphus en 1843 ; l'espèce devient Cincloramphus cantatoris. Par la suite, l'usage a redonné priorité au nom binominal originel, mais en 2018, à la suite de la réorganisation de l'ensemble de la famille des Locustellidae, le genre Cincloramphus est recréé par la classification de référence du Congrès ornithologique international (version 8.2, 2018) et l'espèce y est rattachée.
Comme beaucoup d'autres espèces, celle-ci a d'abord été placée dans la famille Sylviidae au sens large avant que des études de phylogénétique moléculaire ne démontrent l'incohérence de ce grand groupe et que ces espèces soient classées dans de nouvelles familles : les oiseaux qui étaient dans cette famille n'étaient pas forcément issus de la même filiation évolutive.
L'étymologie du genre Cincloramphus dans lequel est rangée la Mégalure brune se compose de cinclus/κιγκλος signifiant « bergeronnette » et de ramphos/ραμφος signifiant « bec ». L'épithète spécifique cruralis est latine : crur- qui veut dire « jambe » ou « tibia ».

## Description
Le mâle fait entre 23 et 25 cm de long alors que la femelle mesure de 18 à 19 cm ; il pèse également jusqu'à 2.3 fois plus : de 70 à 84 g contre 25 à 30 g,. La mégalure brune arbore généralement un plumage sombre et terne strié de brun plus foncé avec des sourcils pâles. Le dessous de l'oiseau est marron clair chez la femelle, marron foncé chez le mâle. Le plumage des mâles reproducteurs adopte parfois une teinte cannelle. Les yeux et le bec sont noirs, les pattes grises. Les spécimens juvéniles sont de plus petite taille et plus clairs ; le bec oscille entre le rose et le brun.
Le cri d'appel de la mégalure brune est bruyant, métallique et en crécelle. Le cri est le plus souvent poussé par le mâle, depuis des branches élevées ou en vol au-dessus du territoire propre à la reproduction,.

## Distribution et habitat
L'espèce se rencontre sur une grande partie du territoire australien à l'exception de certaines régions tout au nord du pays, et de la Tasmanie. Des populations particulièrement denses de Cincloramphus cruralis sont présentes dans le sud du pays. L'oiseau occupe des prairies ouvertes et apprécie les broussailles et les hautes herbes où il trouve les graines et les insectes dont il se nourrit. Très nomade, la mégalure brune migre lorsque les territoires occupés sont touchés par la sécheresse.
Avec un territoire occupé estimé entre 1 000 000 et 10 000 000 km2, cette espèce commune est une « préoccupation mineure » sur la Liste rouge de l'UICN.

## Reproduction
La nidification s'étend d'août à décembre et la saison de reproduction de septembre à février. Le nid prend la forme d'une coupe profonde composée de brins d'herbe que viennent renforcer des brindilles ou des hautes herbes. Il y a généralement une ponte à chaque saison de reproduction ; les œufs mesurent 23 mm par 17 mm, ils sont le plus souvent au nombre de 2 à 5, de couleur rose pâle avec des taches rougeâtres. Les œufs, qui attirent renards et serpents, sont surtout couvés par la femelle. Le mâle s'accouple avec plusieurs femelles.